# Corsomyza dissimilis
Corsomyza dissimilis är en tvåvingeart som beskrevs av Hesse 1938. Corsomyza dissimilis ingår i släktet Corsomyza och familjen svävflugor. Inga underarter finns listade i Catalogue of Life.